# Puente Los Castaños
El puente Los Castaños es un puente ubicado en la ciudad de Viña del Mar, Región de Valparaíso, Chile. Con 150 metros de largo, cuatro pistas y de uso vehicular bidireccional, cruza en diagonal el estero Marga Marga, y une las avenidas Los Castaños, en la ribera norte, con Simón Bolívar, en la ribera sur.

## Historia
El municipio de Viña del Mar tenía en proyecto la construcción del puente desde el año 1996, pero el financiamiento de la obra fue aprobado el 2018 por el consejo regional, luego de que el terremoto de 2010 obligara a reformular el diseño con normas antisísmicas más severas.
Su construcción tardó 18 meses, con fondos provenientes del Fondo Nacional de Desarrollo Regional y de la municipalidad, y fue inaugurado el 15 de julio de 2020.